# 1751 w polityce

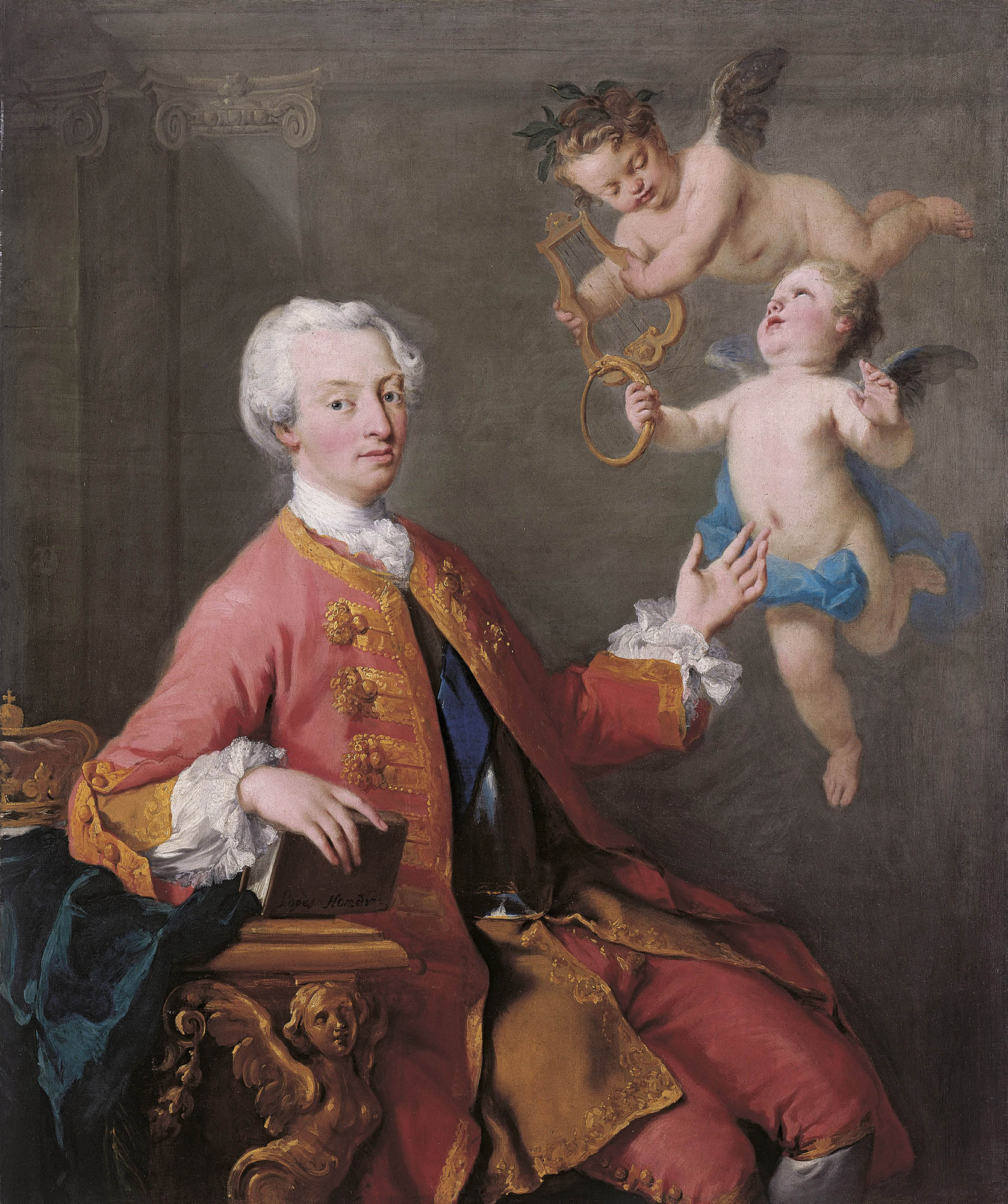
Fryderyk Ludwik Hanowerski

Wydarzenia polityczne w 1751 roku.

## Zmarli
- 31 marca Fryderyk Ludwik Hanowerski, książę Walii, następca tronu Wielkiej Brytanii[1].